# Formule de Faulhaber
En mathématiques, la formule de Faulhaber, portant le nom du mathématicien allemand Johann Faulhaber, exprime la somme des puissances p-ième des n premiers entiers : 
par une fonction polynomiale de degré p + 1 en n, les coefficients impliquant les nombres de Bernoulli : {\displaystyle B_{2}={\tfrac {1}{6}},\quad B_{4}=-{\tfrac {1}{30}},\quad B_{6}={\tfrac {1}{42}}\ldots } les nombres de Bernoulli d'indices impairs supérieurs ou égaux à trois étant nuls.
Les coefficients {\displaystyle \textstyle {p+1 \choose j}} qui apparaissent sont les coefficients binomiaux (anciennement notés {\displaystyle \mathrm {C} _{p+1}^{j}}).

## Énoncé de la formule
Dans la convention la plus usuelle, les nombres de Bernoulli sont {\displaystyle B_{0}=1,\quad B_{1}=-{\tfrac {1}{2}},\quad B_{2}={\tfrac {1}{6}},\quad B_{3}=0,\quad B_{4}=-{\tfrac {1}{30}}\quad \dots }
mais ici, une convention moins courante est adoptée, à savoir que le nombre {\displaystyle B_{1}} est changé en {\displaystyle +{\frac {1}{2}}}.

La formule de Faulhaber s'écrit (pour {\displaystyle p\in \mathbb {N} } et {\displaystyle n\in \mathbb {N} ^{*}}) :
Faulhaber ne connaissait pas la formule sous cette forme, qui a été découverte par Jacques Bernoulli, et qui est un cas particulier de la formule d’Euler-MacLaurin. Mais il a obtenu l'expression dans les 17 premiers cas, et le fait que lorsque l'exposant est impair, la somme s'exprime en fonction de la somme des {\displaystyle n} premiers entiers. Dans ses calculs, il a manipulé la factorielle n! jusqu'à 24!, ce qui illustre son remarquable talent de calculateur, qu'il partage avec son correspondant Ludolph van Ceulen. Il est remarquable surtout par son anticipation des sommes multiples discrètes[Quoi ?] à une époque où l'analyse balbutie. Il utilise la k-symétrie, et donne aussi certaines généralisations remarquables.

### Exemples
{\displaystyle 1^{0}+2^{0}+3^{0}+\cdots +n^{0}=n}
{\displaystyle 1\,+\,2\,+\,3\,+\cdots +n={\frac {1}{2}}n^{2}+{\frac {1}{2}}n={n(n+1) \over 2}}
{\displaystyle 1^{2}+2^{2}+3^{2}+\cdots +n^{2}={\frac {1}{3}}n^{3}+{\frac {1}{2}}n^{2}+{\frac {1}{6}}n={n(n+1)(2n+1) \over 6}}
{\displaystyle 1^{3}+2^{3}+3^{3}+\cdots +n^{3}={\frac {1}{4}}n^{4}+{\frac {1}{2}}n^{3}+{\frac {1}{4}}n^{2}={n^{2}(n+1)^{2} \over 4}={(1+2+3+\cdots +n)^{2}}} (Théorème de Nicomaque)
{\displaystyle 1^{4}+2^{4}+3^{4}+\cdots +n^{4}={\frac {1}{5}}n^{5}+{\frac {1}{2}}n^{4}+{\frac {1}{3}}n^{3}-{\frac {1}{30}}n={n(n+1)(2n+1)(3n^{2}+3n-1) \over 30}=n(n+1/2)(n+1)(n+1/2+{\sqrt {7/12}})(n+1/2-{\sqrt {7/12}})/5}
{\displaystyle 1^{5}+2^{5}+3^{5}+\cdots +n^{5}={\frac {1}{6}}n^{6}+{\frac {1}{2}}n^{5}+{\frac {5}{12}}n^{4}-{\frac {1}{12}}n^{2}={n^{2}(n+1)^{2}(2n^{2}+2n-1) \over 12}=n^{2}(n+1)^{2}(n+1/2+{\sqrt {3}}/2)(n+1/2-{\sqrt {3}}/2)/6}
{\displaystyle 1^{6}+2^{6}+3^{6}+\cdots +n^{6}={\frac {1}{7}}n^{7}+{\frac {1}{2}}n^{6}+{\frac {1}{2}}n^{5}-{\frac {1}{6}}n^{3}+{\frac {1}{42}}n={n(n+1)(2n+1)(3n^{4}+6n^{3}-3n+1) \over 42}}
Ces exemples sont tirés de Mathématiques concrètes par Ronald Graham, Donald Knuth et Oren Patashnik.

### Une autre forme
On peut voir la formule énoncée avec des termes allant de 0 à n – 1 plutôt que de 1 à n. Dans ce cas, la seule chose qui change est que l'on prend B1 = −1/2 au lieu de +1/2, donc le terme de deuxième plus haut degré dans chaque cas possède un signe moins au lieu d'un signe plus.
La formule est valide pour tous entiers {\displaystyle p\geqslant 0} et {\displaystyle n\geqslant 1} (donc y compris pour  p = 0, avec 00 = 1) :
| {\displaystyle 0^{0}+1^{0}+2^{0}+3^{0}+\cdots +(n-1)^{0}=n} {\displaystyle 0+1+2+\cdots +(n-1)={\frac {1}{2}}n^{2}-{\frac {1}{2}}n={\frac {n(n-1)}{2}}} {\displaystyle 0+1+2^{2}+\cdots +(n-1)^{2}={\frac {1}{3}}n^{3}-{\frac {1}{2}}n^{2}+{\frac {1}{6}}n={n(n-1)(2n-1) \over 6}} | {\displaystyle 0+1+2^{3}+\cdots +(n-1)^{3}={\frac {1}{4}}n^{4}-{\frac {1}{2}}n^{3}+{\frac {1}{4}}n^{2}={\frac {n^{2}(n-1)^{2}}{4}}} {\displaystyle 0+1+2^{4}+\cdots +(n-1)^{4}={\frac {1}{5}}n^{5}-{\frac {1}{2}}n^{4}+{\frac {1}{3}}n^{3}-{\frac {1}{30}}n} {\displaystyle 0+1+2^{5}+\cdots +(n-1)^{5}={\frac {1}{6}}n^{6}-{\frac {1}{2}}n^{5}+{\frac {5}{12}}n^{4}-{\frac {1}{12}}n^{2}} |

### Relation avec les polynômes de Bernoulli
Définissons pour p et n entiers naturels : {\displaystyle S_{n}^{p}=\sum _{k=0}^{n}k^{p}}, donc {\displaystyle S_{n}^{0}=n+1} et {\displaystyle S_{n}^{p}=\sum _{k=1}^{n}k^{p}} pour {\displaystyle n,p\geqslant 1}.

On a alors pour tout {\displaystyle n,p\geqslant 0}:
où {\displaystyle B_{p}(X)} est le polynôme de Bernoulli de rang p.
{\displaystyle B_{0}(X)=1}
{\displaystyle B_{1}(X)=X-{\tfrac {1}{2}}}
{\displaystyle B_{2}(X)=X^{2}-X+{\tfrac {1}{6}}}
{\displaystyle B_{3}(X)=X^{3}-{\tfrac {3}{2}}X^{2}+{\tfrac {1}{2}}X}
On a {\displaystyle B_{p}(0)=B_{p}}, nombre de Bernoulli de rang p (avec {\displaystyle B_{1}(0)=-{\tfrac {1}{2}}}).

### Forme symbolique
Dans le calcul ombral classique, on traite formellement les indices {\displaystyle j} dans l'expression {\displaystyle B_{j}} comme s'ils étaient des exposants, c’est-à-dire que, dans ce cas, on applique la formule du binôme de Newton, ce qui donne, pour {\displaystyle n,p\geqslant 1} :
{\displaystyle \sum _{k=1}^{n}k^{p}={1 \over p+1}\sum _{j=0}^{p}{p+1 \choose j}B_{j}n^{p+1-j}={1 \over p+1}\sum _{j=0}^{p}{p+1 \choose j}B^{j}n^{p+1-j}={(B+n)^{p+1}-B^{p+1} \over p+1}}.
Dans le calcul ombral « moderne », on considère la forme linéaire {\displaystyle T} sur l'espace vectoriel des polynômes de variable {\displaystyle b} donnée par
{\displaystyle T(b^{j})=B_{j}}.
On peut alors écrire
{\displaystyle \sum _{k=1}^{n}k^{p}={1 \over p+1}\sum _{j=0}^{p}{p+1 \choose j}B_{j}n^{p+1-j}={1 \over p+1}\sum _{j=0}^{p}{p+1 \choose j}T(b^{j})n^{p+1-j}}
{\displaystyle ={1 \over p+1}T\left(\sum _{j=0}^{p}{p+1 \choose j}b^{j}n^{p+1-j}\right)=T\left({(b+n)^{p+1}-b^{p+1} \over p+1}\right).}

## Polynômes de Faulhaber
Faulhaber a observé (sans en donner de preuve) que
- si p est impair, alors {\displaystyle 1^{p}+2^{p}+3^{p}+\cdots +n^{p}} est une fonction polynomiale de {\displaystyle y=1+2+3+\cdots +n={n^{2}+n \over 2}},
- si p est pair, alors {\displaystyle 1^{p}+2^{p}+3^{p}+\cdots +n^{p}} est le produit de {\displaystyle 2n+1} par une fonction polynomiale de y.

Ces propriétés se montrent en utilisant respectivement les relations de récurrence forte sur les sommes de degré impair et les relations de récurrence forte sur les sommes de degré pair.
Ainsi, pour p impair :
{\displaystyle 1^{3}+2^{3}+3^{3}+\cdots +n^{3}=y^{2}}
{\displaystyle 1^{5}+2^{5}+3^{5}+\cdots +n^{5}={4y^{3}-y^{2} \over 3}}
{\displaystyle 1^{7}+2^{7}+3^{7}+\cdots +n^{7}={6y^{4}-4y^{3}+y^{2} \over 3}}
(et donc {\displaystyle 1^{5}+2^{5}+3^{5}+\cdots +n^{5}+1^{7}+2^{7}+3^{7}+\cdots +n^{7}=2y^{4}})
{\displaystyle 1^{9}+2^{9}+3^{9}+\cdots +n^{9}={16y^{5}-20y^{4}+12y^{3}-3y^{2} \over 5}}
{\displaystyle 1^{11}+2^{11}+3^{11}+\cdots +n^{11}={16y^{6}-32y^{5}+34y^{4}-20y^{3}+5y^{2} \over 3}}
et pour p pair :
{\displaystyle 1^{2}+2^{2}+3^{2}+\cdots +n^{2}=(2n+1){\frac {y}{3}}}
{\displaystyle 1^{4}+2^{4}+3^{4}+\cdots +n^{4}=(2n+1){\frac {6y^{2}-y}{15}}}
{\displaystyle 1^{6}+2^{6}+3^{6}+\cdots +n^{6}=(2n+1){\frac {12y^{3}-6y^{2}+y}{15}}}
{\displaystyle 1^{8}+2^{8}+3^{8}+\cdots +n^{8}=(2n+1){\frac {40y^{4}-40y^{3}+18y^{2}-3y}{45}}}
Quelques auteurs appellent ces polynômes {\displaystyle P(y)}, avec {\displaystyle y={\frac {n(n+1)}{2}}}, « polynômes de Faulhaber » ; Donald Knuth a donné des démonstrations de ces résultats (et d'autres les généralisant encore) en n'utilisant que des méthodes que Faulhaber maîtrisait.

## Expression utilisant les nombres de surjections ou les nombres de Stirling de seconde espèce
Pour tous {\displaystyle n\geqslant 0,p\geqslant 1}, on a la relation :
où {\displaystyle \sigma (p,k)} désigne le nombre de surjections de {\displaystyle \left[|1,p|\right]} vers {\displaystyle \left[|1,k|\right]}.
Pour {\displaystyle n\geqslant 1}, ceci se peut se démontrer en dénombrant de deux façons les p+1-uplets {\displaystyle (a_{0},a_{1},...,a_{p})} de {\displaystyle \left[|1,n+1|\right]^{p+1}} tels que {\displaystyle a_{0}>a_{k}} pour {\displaystyle k=1,\dots ,p}.
Leur nombre est d'une part {\displaystyle n^{p}} (pour {\displaystyle a_{0}=n+1}), {\displaystyle +(n-1)^{p}}, ...,{\displaystyle +1}, soit {\displaystyle \sum _{k=0}^{n}k^{p}}.
D'autre part, on peut choisir, pour chaque {\displaystyle k} de 1 à {\displaystyle p}, {\displaystyle k+1} valeurs distinctes dans {\displaystyle \left[|1,n+1|\right]}, attribuer la plus grande valeur à {\displaystyle a_{0}} puis envoyer surjectivement les entiers de 1 à {\displaystyle p} sur l'ensemble des {\displaystyle k} autres valeurs ; on obtient la seconde expression.
On obtient par exemple :  {\displaystyle \sum _{k=0}^{n}k={\binom {n+1}{2}}={\frac {1}{2}}(n+1)n}, {\displaystyle \sum _{k=0}^{n}k^{2}={\binom {n+1}{2}}+2{\binom {n+1}{3}}={\frac {1}{2}}(n+1)n+{\frac {1}{3}}(n+1)n(n-1)}, {\displaystyle \sum _{k=0}^{n}k^{3}={\binom {n+1}{2}}+6{\binom {n+1}{3}}+6{\binom {n+1}{4}}={\binom {n+1}{2}}+6{\binom {n+2}{4}}}.
Cette relation s'écrit aussi, :
où les {\displaystyle S(p,k)={\frac {\sigma (p,k)}{k!}}} sont les nombres de Stirling de seconde espèce (nombre de partitions en {\displaystyle k} parties d'un ensemble à p éléments) et {\displaystyle (n+1)_{k+1}=(n+1)(n)...(n+1-k)} est le symbole de Pochhammer. Ceci peut aussi se démontrer directement de la façon suivante :

## Relations de récurrence liant ces sommes

### Relation de récurrence forte (Pascal, 1655)
Pour {\displaystyle n,p\geqslant 0}, les sommes {\displaystyle S_{n}^{p}=\sum _{k=0}^{n}k^{p}} peuvent se calculer de proche en proche grâce à la relation:
Par exemple, on a {\displaystyle S_{n}^{0}=0^{0}+1^{0}+2^{0}+3^{0}+\cdots +n^{0}=n+1} ;
donc, {\displaystyle 2S_{n}^{1}=(n+1)^{2}-(n+1)=n(n+1)},
puis {\displaystyle 3S_{n}^{2}=(n+1)^{3}-(n+1)-{\frac {3n(n+1)}{2}}={\frac {n+1}{2}}(2n^{2}+4n+2-2-3n)={\frac {n(n+1)(2n+1)}{2}}},
etc.

### Relation de récurrence forte sur les sommes de degré impair
Elle s'écrit :
En faisant {\displaystyle p=1}, on obtient par exemple directement que  {\displaystyle 4S_{n}^{3}=(n(n+1))^{2}}.
Cette relation permet également de montrer par récurrence que {\displaystyle S_{n}^{2p+1}} est un polynôme de degré {\displaystyle p+1} en {\displaystyle n(n+1)}.

### Relation de récurrence forte sur les sommes de degré pair
Elle s'écrit, pour p strictement positif :
En faisant {\displaystyle p=1}, on obtient par exemple directement que  {\displaystyle 6S_{n}^{2}=n(n+1)(2n+1)}.
Cette relation permet également de montrer par récurrence que {\displaystyle S_{n}^{2p}} est le produit de {\displaystyle (2n+1)} par un polynôme de degré p en {\displaystyle n(n+1)}.

## Expressions matricielles des formules de Faulhaber

### Pour les sommes quelconques

#### Première forme
La relation de récurrence forte de Pascal vue plus haut peut s'écrire :
Ces relations, pour p variant de 0 à q, constituent un système triangulaire dont les solutions sont {\displaystyle S_{n}^{0},S_{n}^{1},\cdots ,S_{n}^{q}}.
Si {\displaystyle A_{q+1}} est la matrice carrée triangulaire inférieure d'ordre q+1 définie par {\displaystyle A_{q+1}(i,j)={\binom {i+1}{j}}} (les indices variant de 0 à q), le système s'écrit :
{\displaystyle A_{q+1}{\begin{pmatrix}S_{n}^{0}\\S_{n}^{1}\\\cdots \\S_{n}^{q}\end{pmatrix}}={\begin{pmatrix}n+1\\(n+1)^{2}\\\cdots \\(n+1)^{q+1}\end{pmatrix}}}
On en déduit :
{\displaystyle {\begin{pmatrix}S_{n}^{0}\\S_{n}^{1}\\\cdots \\S_{n}^{q}\end{pmatrix}}=A_{q+1}^{-1}{\begin{pmatrix}n+1\\(n+1)^{2}\\\cdots \\(n+1)^{q+1}\end{pmatrix}}}.
Par exemple, {\displaystyle A_{7}={\begin{pmatrix}1&0&0&0&0&0&0\\1&2&0&0&0&0&0\\1&3&3&0&0&0&0\\1&4&6&4&0&0&0\\1&5&10&10&5&0&0\\1&6&15&20&15&6&0\\1&7&21&35&35&21&7\\\end{pmatrix}}}, et {\displaystyle A_{7}^{-1}={\begin{pmatrix}1&0&0&0&0&0&0\\-{1 \over 2}&{1 \over 2}&0&0&0&0&0\\{1 \over 6}&-{1 \over 2}&{1 \over 3}&0&0&0&0\\0&{1 \over 4}&-{1 \over 2}&{1 \over 4}&0&0&0\\{-{1 \over 30}}&0&{1 \over 3}&-{1 \over 2}&{1 \over 5}&0&0\\0&{-{1 \over 12}}&0&{5 \over 12}&-{1 \over 2}&{1 \over 6}&0\\{1 \over 42}&0&{-{1 \over 6}}&0&{1 \over 2}&-{1 \over 2}&{1 \over 7}\end{pmatrix}}}.
On retrouve bien {\displaystyle S_{n}^{0}=n+1}, {\displaystyle S_{n}^{1}={\frac {(n+1)n}{2}}}, etc.
La matrice {\displaystyle A_{q+1}} est la matrice obtenue en tronquant la diagonale principale d'une matrice de Pascal et en enlevant la première ligne devenue nulle. La première colonne de la matrice inverse donne les nombres de Bernoulli.

#### Deuxième forme
La méthode précédente donne les {\displaystyle S_{n}^{p}}, comme polynômes en {\displaystyle n+1} ; on peut obtenir directement les polynômes en {\displaystyle n} grâce à la relation, valable pour {\displaystyle n\geqslant 1} : 
En utilisant la matrice {\displaystyle B_{q+1}} obtenue à partir de {\displaystyle A_{q+1}} en alternant les signes : {\displaystyle B_{q+1}(i,j)=(-1)^{i+j}{\binom {i+1}{j}}}, on obtient alors:
{\displaystyle {\begin{pmatrix}S_{n}^{0}-1\\S_{n}^{1}\\\cdots \\S_{n}^{q}\end{pmatrix}}=B_{q+1}^{-1}{\begin{pmatrix}n\\n^{2}\\\cdots \\n^{q+1}\end{pmatrix}}}
Par exemple, {\displaystyle B_{7}={\begin{pmatrix}1&0&0&0&0&0&0\\-1&2&0&0&0&0&0\\1&-3&3&0&0&0&0\\-1&4&-6&4&0&0&0\\1&-5&10&-10&5&0&0\\-1&6&-15&20&-15&6&0\\1&-7&21&-35&35&-21&7\\\end{pmatrix}}}, et {\displaystyle B_{7}^{-1}={\begin{pmatrix}1&0&0&0&0&0&0\\{1 \over 2}&{1 \over 2}&0&0&0&0&0\\{1 \over 6}&{1 \over 2}&{1 \over 3}&0&0&0&0\\0&{1 \over 4}&{1 \over 2}&{1 \over 4}&0&0&0\\{-{1 \over 30}}&0&{1 \over 3}&{1 \over 2}&{1 \over 5}&0&0\\0&{-{1 \over 12}}&0&{5 \over 12}&{1 \over 2}&{1 \over 6}&0\\{1 \over 42}&0&{-{1 \over 6}}&0&{1 \over 2}&{1 \over 2}&{1 \over 7}\end{pmatrix}}}.
d'où
{\displaystyle {\begin{pmatrix}1&0&0&0&0&0&0\\{1 \over 2}&{1 \over 2}&0&0&0&0&0\\{1 \over 6}&{1 \over 2}&{1 \over 3}&0&0&0&0\\0&{1 \over 4}&{1 \over 2}&{1 \over 4}&0&0&0\\{-{1 \over 30}}&0&{1 \over 3}&{1 \over 2}&{1 \over 5}&0&0\\0&{-{1 \over 12}}&0&{5 \over 12}&{1 \over 2}&{1 \over 6}&0\\{1 \over 42}&0&{-{1 \over 6}}&0&{1 \over 2}&{1 \over 2}&{1 \over 7}\end{pmatrix}}{\begin{pmatrix}n\\n^{2}\\n^{3}\\n^{4}\\n^{5}\\n^{6}\\n^{7}\end{pmatrix}}={\begin{pmatrix}n\\{1 \over 2}n+{1 \over 2}n^{2}\\{1 \over 6}n+{1 \over 2}n^{2}+{1 \over 3}n^{3}\\{1 \over 4}n^{2}+{1 \over 2}n^{3}+{1 \over 4}n^{4}\\{-{1 \over 30}}n+{1 \over 3}n^{3}+{1 \over 2}n^{4}+{1 \over 5}n^{5}\\{-{1 \over 12}}n^{2}+{5 \over 12}n^{4}+{1 \over 2}n^{5}+{1 \over 6}n^{6}\\{1 \over 42}n{-{1 \over 6}}n^{3}+{1 \over 2}n^{5}+{1 \over 2}n^{6}+{1 \over 7}n^{7}\end{pmatrix}}}

### Pour les sommes à exposants impairs
La relation ci-dessus sur les sommes à exposants impairs peut aussi s'écrire :
Ces relations pour i de 1 à p constituent un système triangulaire dont sont solutions {\displaystyle S_{n}^{1},S_{n}^{3},\cdots ,S_{n}^{2p-1}}.
Si {\displaystyle B_{p}} est la matrice carrée triangulaire inférieure d'ordre p définie par {\displaystyle B_{p}(i,j)=2{\binom {i}{2j-i-1}}}, le système s'écrit
{\displaystyle B_{p}{\begin{pmatrix}S_{n}^{1}\\S_{n}^{3}\\\cdots \\S_{n}^{2p-1}\end{pmatrix}}={\begin{pmatrix}n(n+1)\\n^{2}(n+1)^{2}\\\cdots \\n^{p}(n+1)^{p}\end{pmatrix}}} ; on en déduit {\displaystyle {\begin{pmatrix}S_{n}^{1}\\S_{n}^{3}\\\cdots \\S_{n}^{2p-1}\end{pmatrix}}=B_{p}^{-1}{\begin{pmatrix}n(n+1)\\n^{2}(n+1)^{2}\\\cdots \\n^{p}(n+1)^{p}\end{pmatrix}}}.
Par exemple, {\displaystyle B_{4}=2{\begin{pmatrix}1&0&0&0\\0&2&0&0\\0&1&3&0\\0&0&4&4\\\end{pmatrix}}}, et {\displaystyle B_{4}^{-1}={\begin{pmatrix}{1 \over 2}&0&0&0\\0&{1 \over 4}&0&0\\0&{-1 \over {12}}&{1 \over 6}&0\\0&{1 \over {12}}&{-1 \over 6}&{1 \over 8}\end{pmatrix}}}.
On retrouve bien {\displaystyle S_{n}^{1}=n(n+1)/2}, {\displaystyle S_{n}^{3}={\frac {n^{2}(n+1)^{2}}{4}}}, {\displaystyle S_{n}^{5}={{n^{3}(n+1)^{3}} \over 6}-{\frac {n^{2}(n+1)^{2}}{12}}} etc.
La matrice {\displaystyle B_{p}} est le double de la matrice obtenue en tronquant une diagonale descendante sur deux de la matrice de Pascal triangulaire inférieure.

## Généralisations de la formule de Faulhaber
La formule de Faulhaber peut être étendue à différents types de sommes multiples de puissances : soit à des sommes de produits de puissances distinctes (mais de même exposant), soit à des sommes de produits de puissances avec répétitions possibles ; elle se généralise également à des sommes de puissances d'une progression arithmétique.

### Sommes multiples de produits de puissances distinctes
Pour tous {\displaystyle m}, {\displaystyle q}, {\displaystyle n}, {\displaystyle p\in \mathbb {N} } tels que {\displaystyle n\geqslant q+m-1,m\geqslant 1}, la somme multiple de puissances {\displaystyle p} distinctes, d'ordre {\displaystyle m} et de bornes {\displaystyle q} et {\displaystyle n}, est définie par
{\displaystyle \sigma _{m}(q^{p},\cdots ,n^{p})=\sum _{q\leqslant k_{1}<\cdots <k_{m}\leqslant n}k_{m}^{p}\cdots k_{1}^{p},}
ce qui correspond à la somme des {\displaystyle {\binom {n-q+1}{m}}} produits de {\displaystyle m} entiers distincts entre {\displaystyle q} et {\displaystyle n} élevés à la même puissance {\displaystyle p}.
Ces sommes multiples de puissances peuvent être exprimées sous la forme d'une combinaison de sommes simples de puissances, comme illustré par le théorème suivant.
Théorème — Pour tout {\displaystyle m}, {\displaystyle q}, {\displaystyle n}, {\displaystyle p\in \mathbb {N} } tels que {\displaystyle n\geqslant q+m-1,m\geqslant 1}, on a
{\displaystyle \sum _{q\leqslant k_{1}<\cdots <k_{m}\leqslant n}k_{m}^{p}\cdots k_{1}^{p}=(-1)^{m}\sum _{y_{1}+\cdots +y_{m}=m}{\prod _{i=1}^{m}{{\frac {(-1)^{y_{i}}}{y_{i}!i^{y_{i}}}}{\biggl (}\sum _{k=q}^{n}{k^{ip}}{\biggl )}^{y_{i}}}}.}
L’application de la formule de Faulhaber pour des sommes simples de puissances conduit à la formule de Faulhaber généralisée suivante.
Théorème — Pour tout {\displaystyle m}, {\displaystyle n}, {\displaystyle p\in \mathbb {N} } tels que {\displaystyle n\geqslant m\geqslant 1}, on a
{\displaystyle \sum _{1\leqslant k_{1}<\cdots <k_{m}\leqslant n}k_{m}^{p}\cdots k_{1}^{p}=(-1)^{m}\sum _{y_{1}+\cdots +y_{m}=m}{\prod _{i=1}^{m}{{\frac {(-1)^{y_{i}}}{y_{i}!i^{y_{i}}}}{\biggl (}{{\frac {n^{ip+1}}{ip+1}}\sum _{j=0}^{ip}{(-1)^{j}{\binom {ip+1}{j}}{\frac {B_{j}}{n^{j}}}}}{\biggl )}^{y_{i}}}}.}
Exemples
{\displaystyle \sum _{1\leqslant k_{1}<k_{2}\leqslant n}k_{2}k_{1}={\frac {n(n-1)(n+1)(3n+2)}{24}}={\binom {n+1}{3}}{\frac {3n+2}{4}},} suite A000914 de l'OEIS
{\displaystyle \sum _{1\leqslant k_{1}<k_{2}\leqslant n}k_{2}^{2}k_{1}^{2}={\frac {n(n-1)(n+1)(2n-1)(2n+1)(5n+6)}{360}}={\binom {2n+2}{5}}{\frac {5n+6}{4!}},} suite A000596 de l'OEIS
{\displaystyle \sum _{1\leqslant k_{1}<k_{2}<k_{3}\leqslant n}k_{3}^{2}k_{2}^{2}k_{1}^{2}={\binom {2n+2}{7}}{\frac {35n^{2}+91n+60}{144}},} suite A000597 de l'OEIS.
Notons que pour p =1, {\displaystyle \sum _{1\leqslant k_{1}<\cdots <k_{m}\leqslant n}k_{m}\cdots k_{1}=(-1)^{m}s(n+1,n+1-m)}, où {\displaystyle s(.,.)} représente un nombre de Stirling de première espèce.

### Sommes multiples de produits de puissances avec répétitions possibles
Pour tout {\displaystyle m}, {\displaystyle q}, {\displaystyle n}, {\displaystyle p\in \mathbb {N} }, cette somme de puissances {\displaystyle p} d'ordre {\displaystyle m} avec des bornes {\displaystyle q} et {\displaystyle n} est définie par
{\displaystyle \sum _{q\leqslant k_{1}\leqslant \cdots \leqslant k_{m}\leqslant n}k_{m}^{p}\cdots k_{1}^{p}=\sum _{k_{m}=q}^{n}{\sum _{k_{m-1}=q}^{k_{m}}{\cdots \sum _{k_{1}=q}^{k_{2}}{k_{m}^{p}\cdots k_{1}^{p}}}}},
ce qui correspond à la somme des {\displaystyle \left({\binom {n-q+1}{m}}\right)} produits de {\displaystyle m} entiers entre {\displaystyle q} et {\displaystyle n}, avec répétitions possibles, élevés à la puissance {\displaystyle p}.
Ces sommes multiples de puissances peuvent être exprimées sous la forme d’une combinaison de sommes simples de puissances, comme illustré par le théorème suivant.
Théorème — Pour {\displaystyle m}, {\displaystyle q}, {\displaystyle n}, {\displaystyle p\in \mathbb {N} } tels que {\displaystyle n\geqslant q,m\geqslant 1}, on a
{\displaystyle \sum _{q\leqslant k_{1}\leqslant \cdots \leqslant k_{m}\leqslant n}k_{m}^{p}\cdots k_{1}^{p}=\sum _{y_{1}+\cdots +y_{m}=m}{\prod _{i=1}^{m}{{\frac {1}{y_{i}!i^{y_{i}}}}{\biggl (}\sum _{k=q}^{n}{k^{ip}}{\biggl )}^{y_{i}}}}.}
Une conséquence directe de ce théorème est la formule de Faulhaber généralisée suivante.
Théorème — Pour tout {\displaystyle m}, {\displaystyle n}, {\displaystyle p\in \mathbb {N} } tels que {\displaystyle m,n\geqslant 1}, on a
{\displaystyle \sum _{1\leqslant k_{1}\leqslant \cdots \leqslant k_{m}\leqslant n}k_{m}^{p}\cdots k_{1}^{p}=\sum _{y_{1}+\cdots +y_{m}=m}{\prod _{i=1}^{m}{{\frac {1}{y_{i}!i^{y_{i}}}}{\biggl (}{{\frac {n^{ip+1}}{ip+1}}\sum _{j=0}^{ip}{(-1)^{j}{\binom {ip+1}{j}}{\frac {B_{j}}{n^{j}}}}}{\biggl )}^{y_{i}}}}.}
Exemples
{\displaystyle \sum _{1\leqslant k_{1}\leqslant k_{2}\leqslant n}k_{2}k_{1}={\frac {n(n+1)(n+2)(3n+1)}{24}}={\binom {n+2}{3}}{\frac {3n+1}{4}},} suite A001296 de l'OEIS.
{\displaystyle \sum _{1\leqslant k_{1}\leqslant k_{2}\leqslant n}k_{2}^{2}k_{1}^{2}={\frac {n(n+1)(n+2)(2n+1)(2n+3)(5n-1)}{360}}={\binom {2n+4}{5}}{\frac {5n-1}{4!}},} suite A060493 de l'OEIS.
{\displaystyle \sum _{1\leqslant k_{1}\leqslant k_{2}\leqslant k_{3}\leqslant n}k_{3}^{2}k_{2}^{2}k_{1}^{2}={\binom {2n+6}{7}}{\frac {35n^{2}-21n+4}{144}},} suite A351105 de l'OEIS.
Notons que pour p = 1, {\displaystyle \sum _{1\leqslant k_{1}\leqslant \cdots \leqslant k_{m}\leqslant n}k_{m}\cdots k_{1}=S(n+m,n)}, où {\displaystyle S(.,.)} désigne un nombre de Stirling de seconde espèce.

### Somme de puissances d'une progression arithmétique
Le problème consiste donc à trouver des polynômes en fonction de n calculant
{\displaystyle S_{n}^{p}(h,d)=\sum _{k=0}^{n-1}(h+kd)^{p}=h^{p}+(h+d)^{p}+\cdots +(h+(n-1)d)^{p},}
avec p et n entiers non-négatif, h  premier terme d'une progression arithmétique et {\displaystyle d\neq 0} raison de la même progression, h et d étant des nombres réels ou complexes quelconques, et même des éléments quelconques d'un anneau.
{\displaystyle S_{n}^{p}(1,1)} sont les polynômes identifiés par la formule de Faulhaber présenté à titre posthume par Bernoulli en 1713;
{\displaystyle S_{n}^{p}(0,1)}  sont les polynômes du deuxième paragraphe, différant des précédents que par le signe d'un monôme de degré p;
{\displaystyle S_{n}^{p}(1,2)}  sont les polynômes par sommes de puissances de nombres impairs successifs.
Utilisant la même représentation matricielle, le cas général est résolu par la formule suivante : {\displaystyle \quad {\vec {S_{n}}}(h,d)=T(h,d)A^{-1}{\vec {N}}_{n}\quad ,} où
{\displaystyle [{\vec {S_{n}}}(h,d)]_{r}=S_{n}^{r-1}(h,d),\quad [T(h,d)]_{r,c}={\begin{cases}0,&{\text{si }}c>r,\\{\binom {r-1}{c-1}}h^{r-c}d^{c-1}&{\text{si }}c\leq r.\end{cases}},\quad [A]_{r,c}={\begin{cases}0,&{\text{si }}c>r,\\{\binom {r}{c-1}},&{\text{si }}c\leq r,\end{cases}},\quad [{\vec {N}}_{n}]_{r}=n^{r},}
avec {\displaystyle \quad 1\leq r\leq m\quad } et  {\displaystyle \quad 1\leq c\leq m\quad }
où r (ligne), c (colonne) et m (ordre de la matrice) sont des entiers.

#### Exemple
La formule dans le cas particulier {\displaystyle m=5~(p=0,1,...,m-1)} devient :
{\displaystyle {\begin{pmatrix}S_{n}^{0}({h,d})\\S_{n}^{1}({h,d})\\S_{n}^{2}({h,d})\\S_{n}^{3}({h,d})\\S_{n}^{4}({h,d})\end{pmatrix}}={\begin{pmatrix}1&0&0&0&0\\h&d&0&0&0\\h^{2}&2hd&d^{2}&0&0\\h^{3}&3h^{2}d&3hd^{2}&d^{3}&0\\h^{4}&4h^{3}d&6h^{2}d^{2}&4hd^{3}&d^{4}\\\end{pmatrix}}{\begin{pmatrix}1&0&0&0&0\\1&2&0&0&0\\1&3&3&0&0\\1&4&6&4&0\\1&5&10&10&5\\\end{pmatrix}}^{-1}{\begin{pmatrix}n\\n^{2}\\n^{3}\\n^{4}\\n^{5}\end{pmatrix}}}
Et dans le cas particulier {\displaystyle m=5,~h=1,~d=2}, elle calcule la somme des {\displaystyle n} premiers nombres impairs consécutifs
En calculant la matrice T(h,d), dont les éléments suivent la formule du binôme de Newton avec les valeurs attribuées, c'est-à-dire T(1,2), et en trouvant la matrice inverse de la matrice triangulaire inférieure A obtenue à partir du triangle de Pascal privé du dernier élément de chaque ligne (matrice dont la dernière colonne est formée des nombres de Bernoulli, indiqués en rouge), on a :
{\displaystyle T(1,2)={\begin{pmatrix}1&0&0&0&0\\1&2&0&0&0\\1&4&4&0&0\\1&6&12&8&0\\1&8&24&32&16\\\end{pmatrix}},\quad A^{-1}={\begin{pmatrix}\color {red}1\color {black}&0&0&0&0\\\color {red}-{\frac {1}{2}}\color {black}&{\frac {1}{2}}&0&0&0\\\color {red}{\frac {1}{6}}\color {black}&-{\frac {1}{2}}&{\frac {1}{3}}&0&0\\\color {red}0\color {black}&{\frac {1}{4}}&-{\frac {1}{2}}&{\frac {1}{4}}&0\\\color {red}-{\frac {1}{30}}\color {black}&0&{\frac {1}{3}}&-{\frac {1}{2}}&{\frac {1}{5}}\end{pmatrix}}}
En multipliant les lignes par les colonnes des deux matrices, on obtient
{\displaystyle {\begin{pmatrix}S_{n}^{0}({1,2})\\S_{n}^{1}({1,2})\\S_{n}^{2}({1,2})\\S_{n}^{3}({1,2})\\S_{n}^{4}({1,2})\end{pmatrix}}={\begin{pmatrix}1&0&0&0&0\\0&1&0&0&0\\-{\frac {1}{3}}&0&{\frac {4}{3}}&0&0\\0&-1&0&2&0\\{\frac {7}{15}}&0&-{\frac {8}{3}}&0&{\frac {16}{5}}\end{pmatrix}}{\begin{pmatrix}n\\n^{2}\\n^{3}\\n^{4}\\n^{5}\\\end{pmatrix}}={\begin{pmatrix}n\\n^{2}\\-{\frac {1}{3}}n+{\frac {4}{3}}n^{3}\\-n^{2}+2n^{4}\\{\frac {7}{15}}n-{\frac {8}{3}}n^{3}+{\frac {16}{5}}n^{5}\\\end{pmatrix}}.}
et donc :
{\displaystyle S_{n}^{0}(1,2)=n\quad S_{n}^{1}(1,2)=n^{2}\quad S_{n}^{2}(1,2)=-{\frac {1}{3}}n+{\frac {4}{3}}n^{3}\quad S_{n}^{3}(1,2)=-n^{2}+2n^{4}\quad S_{n}^{4}(1,2)={\frac {7}{15}}n-{\frac {8}{3}}n^{3}+{\frac {16}{5}}n^{5}}.
Enfin, si l'on s'intéresse aux trois premières additions des sommes de puissances de nombres impairs, on a bien
:
{\displaystyle S_{3}^{0}(1,2)=1^{0}+3^{0}+5^{0}=3,\quad S_{3}^{1}(1,2)=1^{1}+3^{1}+5^{1}=9=3^{2},\quad S_{3}^{2}(1,2)=1^{2}+3^{2}+5^{2}=35=-1+36,}
{\displaystyle S_{3}^{3}(1,2)=1^{3}+3^{3}+5^{3}=153=-9+162,\quad S_{3}^{4}(1,2)=1^{4}+3^{4}+5^{4}=707=(21-1080+16\times 729)/15.}